# Alois Estermann
Pour les articles homonymes, voir Estermann.
Alois Estermann, né le 29 octobre 1954 à Gunzwil et mort le 4 mai 1998 au Vatican est une personnalité militaire du Vatican, de nationalité suisse. Il fut le 31e commandant de la Garde suisse pontificale en 1998.

## Biographie

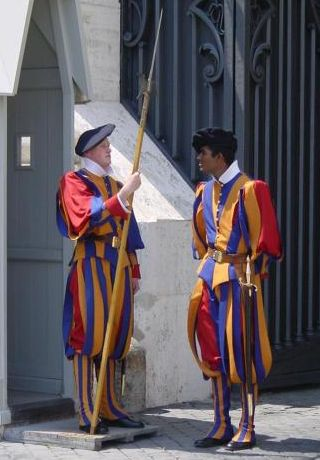
Garde suisse dans son uniforme traditionnel

Issu d'une famille d'agriculteurs des environs de Beromünster où ses parents s'étaient installés, il suit des études agricoles à Hohenrain et à Sursee. Il obtient un baccalauréat de l'école privée de commerce de Lucerne en 1975, puis, de 1975 à 1976, fréquente l'école de formation des officiers de Thoune. À l'été 1977, il passe trois mois au Vatican en servant dans la Garde suisse puis, entre 1977 et 1979, séjourne à plusieurs reprises en Argentine. Dans l'armée suisse, il obtient le grade de lieutenant.
Le 1er juillet 1980, il devient capitaine dans la Garde suisse et est présent lors de la tentative d'assassinat sur le pape Jean-Paul II le 13 mai 1981.
Il épouse le 7 mars 1984, la Vénézuélienne Gladys Meza Romero. 

### Affaire Estermann
Le 1er mai 1983, il est promu major, puis le 1er septembre 1987 lieutenant-colonel de la Garde. Le 4 mai 1998, vers 21 h, alors qu’il vient d’être promu, la veille, commandant de la garde, on le retrouve sans vie dans son appartement privé, au côté de son épouse, Gladys Meza Romero, également décédée. Un troisième cadavre, celui de Cédric Tornay (vingt-trois ans), vice-caporal de la garde, y est également découvert après que cinq coups de feu aient été entendus à 20h50. 
Tous trois auraient été tués d'une balle de pistolet Sig type 75, arme de service appartenant à Cédric Tornay. L'enquête dirigée par le juge de l'État du Vatican, Gian Luigi Marrone (it), conclut officiellement à un raptus, « coup de folie » du jeune garde, et reprend l'hypothèse du Vatican délivrée trois heures après le drame lors d'une conférence de presse donnée par le porte-parole Joaquín Navarro-Valls : Cédric Tornay, furieux de s'être vu refuser dans l'après-midi même une décoration (la médaille Benemerenti) pour être rentré d'une permission avec quarante-huit heures de retard, aurait abattu son supérieur et l'épouse de ce dernier avant de se suicider. Une heure et demie avant le double meurtre, Tornay avait confié à un collègue une lettre adressée à sa mère annonçant son mobile et son suicide. Comme toujours au Vatican qui cultive le secret nourrissant les rumeurs, cette version officielle est contestée, notamment par la mère de Tornay, Muguette Baudat qui ne réussira pas à obtenir la réouverture d'une enquête. D'autres versions plus ou moins extravagantes (dont des théories complotistes) voient le jour,.
Selon le journaliste Victor Guitard, Estermann aurait été un membre de la Stasi, le service des renseignements extérieurs est-allemand. Ce service était alors dirigé par Markus Wolf, qui, fier de son coup, aurait d'ailleurs confirmé ces assertions en précisant qu'Estermann avait été recruté dès 1979. Selon Pierre de Villemarest, Aloïs Estermann d'abord agent de la Stasi, aurait continué de travailler pour le FSB, les services secrets russes après l'effondrement de l'URSS et du bloc de l'Est. Ses activités ayant été découvertes par les services de contre-espionnage du Vatican, il en aurait parlé à son correspondant russe, c'est-à-dire son officier traitant. Ce dernier aurait donc décidé de le faire liquider par des « balayeurs » chargés de faire disparaître sans laisser de trace les agents compromis des services russes. Toujours selon Villemarest, Cédric Tornay aurait été assassiné uniquement parce que, par hasard, il était présent au moment du meurtre.
Des journalistes ont également avancé l'hypothèse d'une intervention d'autres services secrets étrangers : Gladys Meza Romero, ancienne mannequin vénézuélienne, aurait été recrutée par les services vénézuéliens ou américains.
Selon un autre journaliste, John Follain, Cédric Tornay aurait eu une aventure homosexuelle avec Estermann et aurait tué le couple par dépit amoureux. Des rivalités entre Gardes suisses, gendarmes pontificaux et la police italienne ont été également évoquées, de même que des liens entre Estermann et l'Opus Dei (bataille entre cette institution et le clan maçonnique au sein de la Curie), mais sans preuves.
Alois Estermann restera dans l’histoire de la Garde suisse pontificale en tant que commandant ayant eu la plus brève carrière. Son histoire contribue à nourrir les fantasmes ou réalités des crimes commis au Vatican.

### Médiagraphie

#### Documentaires télévisés
- « Meurtres au Vatican : une étrange affaire », diffusé le 12 et le 15 décembre 2004 dans Secrets d'actualité, sur M6. Rediffusion dans le cadre de l'émission Enquêtes criminelles : le magazine des faits divers, le 26 novembre 2008 sur la chaîne W9
- « Meurtres au Vatican », diffusé le 2 novembre 2011 dans l'émission Zone d'ombre de la RTS

#### Émission radiophonique
- « L'affaire Alois Estermann », 5 novembre 2015 dans L'Heure du crime de Jacques Pradel, sur RTL.
- « Triple meurtre au Vatican », 19 janvier 2021 dans Affaires sensibles de Fabrice Drouelle, sur France Inter.